# Hesdigneul-lès-Boulogne
Hesdigneul-lès-Boulogne é uma comuna francesa na região administrativa de Altos da França, no departamento de Pas-de-Calais. Estende-se por uma área de 3,32 km². Em 2010 a comuna tinha 709 habitantes (densidade: 213,6 hab./km²).